# Hubble Ultra-Deep Field

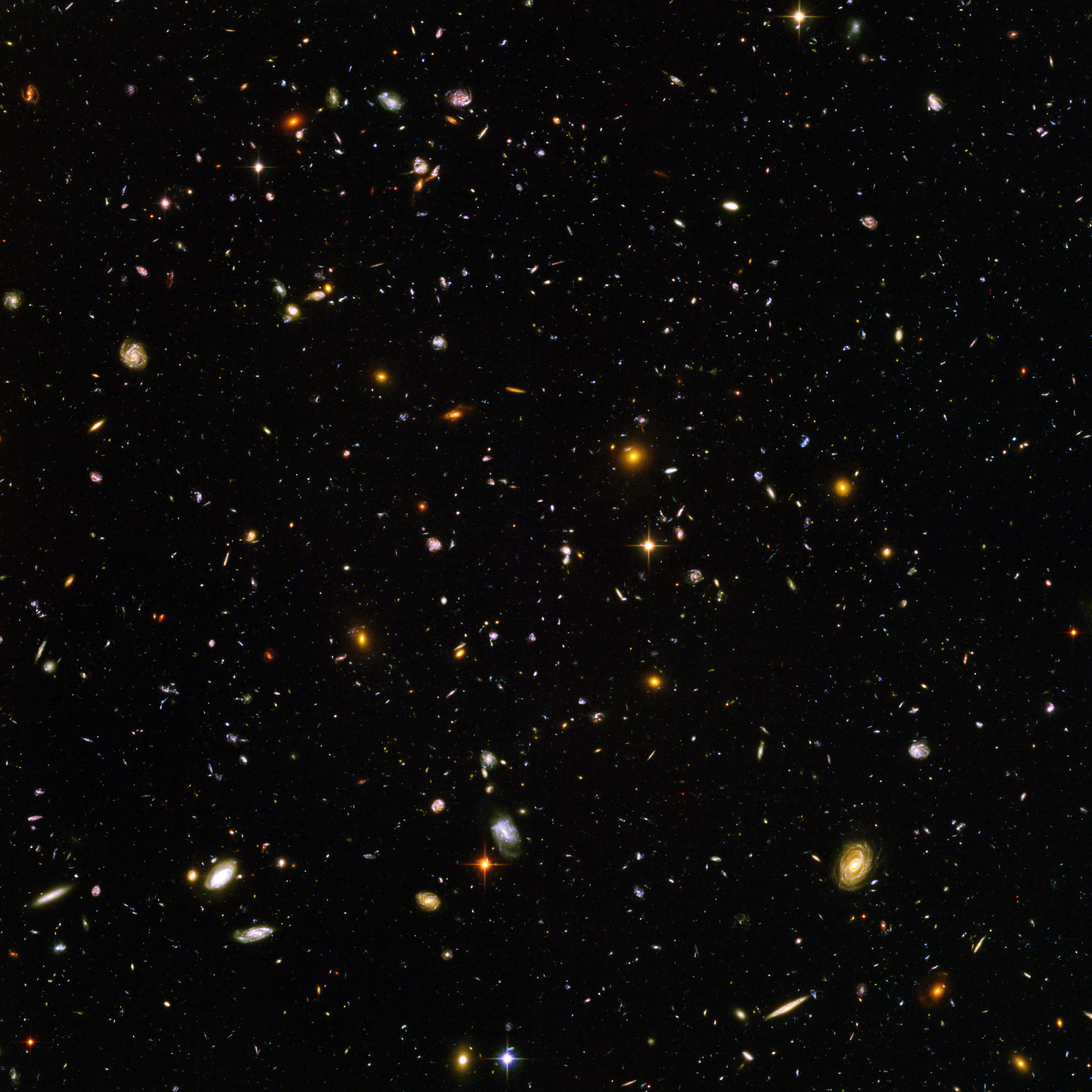
Bản phát hành gốc của NASA, có các thiên hà khác nhau về kích thước, độ tuổi, hình dáng và màu sắc. Các thiên hà nhỏ và đỏ nhất, có khoảng 10.000, là một trong số các thiên hà xa nhất được chụp ảnh bởi một kính viễn vọng quang học, có lẽ đã tồn tại ngay sau vụ vụ nổ lớn.

Hubble Ultra-Deep Field (HUDF) là một hình ảnh của một khu vực nhỏ của không gian trong chòm sao Thiên Lô, phức hợp từ dữ liệu kính thiên văn Hubble tích lũy trong một thời gian từ 24 tháng 9 năm 2003, đến tháng 1, năm 2004 Nhìn lùi lại khoảng 13 tỷ năm (từ 400 đến 800 triệu năm sau vụ nổ lớn), nó sẽ được sử dụng để tìm kiếm các thiên hà đã tồn tại vào thời điểm đó. Hình ảnh HUDF đã được đưa vào một phần của bầu trời với một mật độ thấp của các ngôi sao sáng trong cận vực, cho phép xem tốt nhiều vật thể mờ, và ở xa hơn.
Hình ảnh có chứa khoảng 10.000 thiên hà. Vào tháng 8 và tháng 9 năm 2009, Hubble Deep Field đã được mở rộng bằng cách sử dụng kênh hồng ngoại của Wide Field Camera 3 (WFC3) được gắn gần đây.
Khi kết hợp với dữ liệu HUDF hiện tại, các nhà thiên văn có thể xác định một danh sách mới có khả năng của các thiên hà rất xa. Nằm về phía tây nam của Lạp Hộ ở phía nam bán cầu chòm sao Thiên Lô, hình ảnh hình chữ nhật có góc 2,4 phút một cạnh, hay 3,4 phút theo đường chéo. Kích cỡ này là khoảng một phần mười đường kính góc của trăng tròn nhìn từ Trái đất (nhỏ hơn 34 phút), nhỏ hơn tờ giấy vuông 1 mm x 1 mm cầm cách xa 1 mét, và bằng khoảng một mười ba triệu tổng diện tích của bầu trời. Những hình ảnh được định hướng để các điểm góc trên bên trái về phía bắc (-46,4 °) trên thiên cầu.
Vào ngày 25 tháng 9 năm 2012, NASA đã phát hành một phiên bản hoàn thiện hơn của trường siêu sâu gọi là eXtreme Deep Field (XDF). XDF cho thấy các thiên hà trải dài có từ 13,2 tỷ năm trước, tiết lộ một thiên hà giả thuyết được hình thành chỉ 450 triệu năm sau sự kiện vụ nổ lớn. Ngày 3 tháng 6 năm 2014, NASA công bố hình ảnh Hubble Ultra-Deep Field bao gồm, lần đầu tiên, đầy đủ ánh sáng từ tia tử ngoại đến tia cận hồng ngoại.